# سارببريت سين
سارببريت سين (بالإنجليزية: Sarpreet Singh)‏ (20 فبراير 1999 بأوكلاند في نيوزيلندا - ) هو لاعب كرة قدم نيوزلندي في مركز الوسط.

## وصلات خارجية
- سارببريت سين على موقع الاتحاد الدولي (مؤرشف)  (الإنجليزية)
- سارببريت سين على موقع قاعدة بيانات كرة القدم.إي يو (الإنجليزية)
- سارببريت سين على موقع ناشيونال فوتبول تيمز (الإنجليزية)
- سارببريت سين على موقع Soccerbase.com (لاعب) (الإنجليزية)
- سارببريت سين على موقع Soccerway.com (الإنجليزية)
- سارببريت سين على موقع عالم كرة القدم.نت (الإنجليزية)